# Колючая дроздовая тимелия
Колючая дроздовая тимелия (лат. Turdoides nipalensis) — вид воробьиных птиц из семейства кустарницевых (Leiothrichidae). Подвидов не выделяют. Эндемик Непала. Среднего размера дроздовая тимелия с тёмно-коричневой верхней частью головы и тела, бледной нижней частью с узкими прожилками и беловатым «лицом» с длинным изогнутым тёмным клювом.

## Таксономия
Вид впервые описан в 1836 году Брайаном Ходжсоном на основании экземпляра, предоставленного непальскими охотниками. Место поимки не указывается. Ходжсон дал новому виду научное название Timalia nipalensis. Однако данный вид не встречался в течение 111 лет, пока миссис Дезире Прауд (англ. Desiree Proud), жена британского дипломата, случайно не увидела его в 1947 году в своем саду в Катманду. Её наблюдения являются первыми опубликованными отчетами о нём в дикой природе; но другие орнитологи так и наблюдали колючую дроздовую тимелию в долине Катманду. Этот вид был собран повторно 25 декабря 1948 года американским орнитологом Синди Рипли. Автор отнёс его к роду Acanthoptila. Впоследствии Прауд обнаружила, что данный вид широко распространен в долине Катманду; она объяснила отсутствие наблюдений особенностями местообитания вида во вторичном кустарнике и отсутствием данных о вокализации вида.

## Описание
Среднего размера дроздовая тимелия длиной 22—26 см и массой 58—64 г. Крылья короткие длиной 79-87 мм. Хвост длинный (106—117 мм). Верхняя часть головы и тела оливково-коричневые с нечёткими блестящими чёрными полосками, исчезающими в задней части тела. Верхняя часть крыльев и хвоста светло-коричневые со слабой узкой полосой. Подбородок и горло беловатые, окраска груди кремово-бурая, более тёмная по бокам, брюхо беловатое. Кроющие перья подхвостья рыжевато-оливковые с блестящими чёрными полосками; менее выраженные полосы на боках расширяются. Клюв длинный, изогнутый, коричневато-чёрный с бледно-серым основанием нижней части. Радужная оболочка от белого до бледно-голубоватого цвета. Предплюсны и пальцы ног бледно-коричневато-серые. Оперение молоди похоже на оперение взрослых особей, но более бледное, более тёплого коричневого цвета и без полосок.

## Биология
Колючая дроздовая тимелия ведёт в основном наземный образ жизни, прыгая по земле или вокруг зарослей низкой растительности и ветвей в поисках пищи.

### Питание
Основу рациона колючей дроздовой тимелии составляют насекомые. Добывает корм почти исключительно на земле или в метре от земли среди низкой растительности, время от времени появляясь на открытом месте. Иногда перелетает с ветки на ветку на деревьях высотой до 10 м, добывая фрукты, нектар и беспозвоночных, особенно гусениц. В состав рациона входят жесткокрылые, полужесткокрылые, чешуекрылые, прямокрылые, уховертки, стрекозы, термиты и другие беспозвоночные. Растительный материал составляет до 14 % рациона, включая ягоды барбариса, инжира и фикуса, семена риса, цветочные лепестки и другие растительные остатки.

### Размножение
Сезон гнездования продолжается с апреля по июнь. Гнездо представляет собой глубокую чашу из травы, размещённую в небольшом кустарнике или в густых травянистых зарослях. Также описано гнездо в виде рыхлой неглубокой травяной чашечки в развилке дерева. Яйца колючие дроздовые тимелии откладывают раз в год, в кладке 3—4 яйца зеленовато-голубого цвета размером 2,5 на 1,6 см.